# Hemoglobin - Creature dell'inferno
(Tagline del film)
Hemoglobin - Creature dell'inferno (Bleeders) è un film del 1997 diretto da Peter Svatek.
La trama è basata sul breve racconto di H.P.Lovecraft La paura in agguato.
Il film è uscito nelle sale cinematografiche in Canada (paese d'origine) e Stati Uniti da marzo 1997. In Italia è uscito il 31 luglio 1997.

## Trama
Un uomo, John Strauss, affetto da una malattia sconosciuta del sangue, si reca nel New England, nell'isola dove aveva vissuto durante la sua infanzia, con la moglie infermiera, Kathleen Strauss, in cerca di una possibile cura. John aveva sempre creduto che i suoi antenati, i discendenti della famiglia olandese Van Daam, fossero tutti morti, ma scopre che non è così ed i sopravvissuti sono ancora vivi ed abitano nel sottosuolo dell'isola. Ma John e sua moglie si trovano di fronte anche all'amara realtà che i consanguinei di John sono dei veri e propri mostri deformi, conseguenza della loro abitudine incestuosa e che sono riusciti a sopravvivere nei secoli grazie alla necrofagia; pratica cui assolvono attraverso un intricato sistema labirintico sotterraneo che collega il loro covo al cimitero del villaggio. Grazie all'aiuto del dottor Marlowe, John capirà che l'unico modo per curare la sua strana malattia è quello di diventare un cannibale a sua volta, così che alla fine dovrà scegliere fra l'amore della sua donna in una vita di malattia e probabile morte o la vita tra i suoi consanguinei con tutto ciò che ne consegue.

## Produzione
Il budget del film è stato di circa 8 milioni di dollari Canadesi.
L'intera pellicola è stata girata nell'isola di Grand Manan Island nel Nuovo Brunswick, in Canada.

## Distribuzione
Il film è stato pubblicato in DVD in Canada nel febbraio 2006.
Il film è uscito in diversi paesi in differenti date:
1. Regno Unito; il febbraio 1998.
2. Svezia; il 14 settembre 1997.
3. Spagna; il 14 gennaio 1998.
4. Portogallo; febbraio 1998.
5. Paesi Bassi; 24 marzo 1998.
6. USA; il 13 ottobre 1998.
7. Korea del Sud; il 9 dicembre 1998.
8. Singapore; il 30 settembre 1999.

- Il film è conosciuto in diversi paesi con differenti titoli:

1. Hemoglobin in Italia, Paesi Bassi e Regno Unito.
2. Blodsoffer in Svezia.
3. Hämoglobin in Germania.
4. Hémoglobine in Francia.
5. Hemoglobina in Spagna.
6. The Descendant in USA (titolo tv).
7. Veren kirous in Finlandia.

## Riconoscimenti
- 1998 - International Fantasy Film Award
  - Nomination Miglior film